# Синевирская сельская община
Синевирская сельская общи́на (укр. Синевирська сільська громада) — территориальная община в Хустском районе Закарпатской области Украины.
Административный центр — село Синевир.
Население составляет 6 406 человек. Площадь — 256,8 км².

## Населённые пункты
В состав общины входят 6 сёл:
- Синевир
- Заверхняя Кичера
- Синевирская Поляна
- Береги
- Загорб
- Свобода